# Кизилжулдузький сільський округ
Кизилжулду́зький сільський округ (каз. Қызылжұлдыз ауылдық округі, рос. Кызылжулдузский сельский округ) — адміністративна одиниця у складі Айтекебійського району Актюбінської області Казахстану. Адміністративний центр та єдиний населений пункт — село Аралтобе.
Населення — 694 особи (2021; 754 у 2009, 1522 у 1999, 1752 у 1989).
Станом на 1989 рік існувала Кизилжулдузька сільська рада (села Аралтобе, Каракісі) Карабутацького району.

## Склад
До складу округу входять такі населені пункти:
| Населений пункт | Колишні назви | Населення, осіб (1989) | Населення, осіб (1999) | Населення, осіб (2009) | Населення, осіб (2021) |
| --------------- | ------------- | ---------------------- | ---------------------- | ---------------------- | ---------------------- |
| Аралтобе, село  | -             | 1634                   | 1522                   | 754                    | 694                    |
| Каракісі, село  | -             | 118                    | -                      | -                      | -                      |